# Valle Verzasca

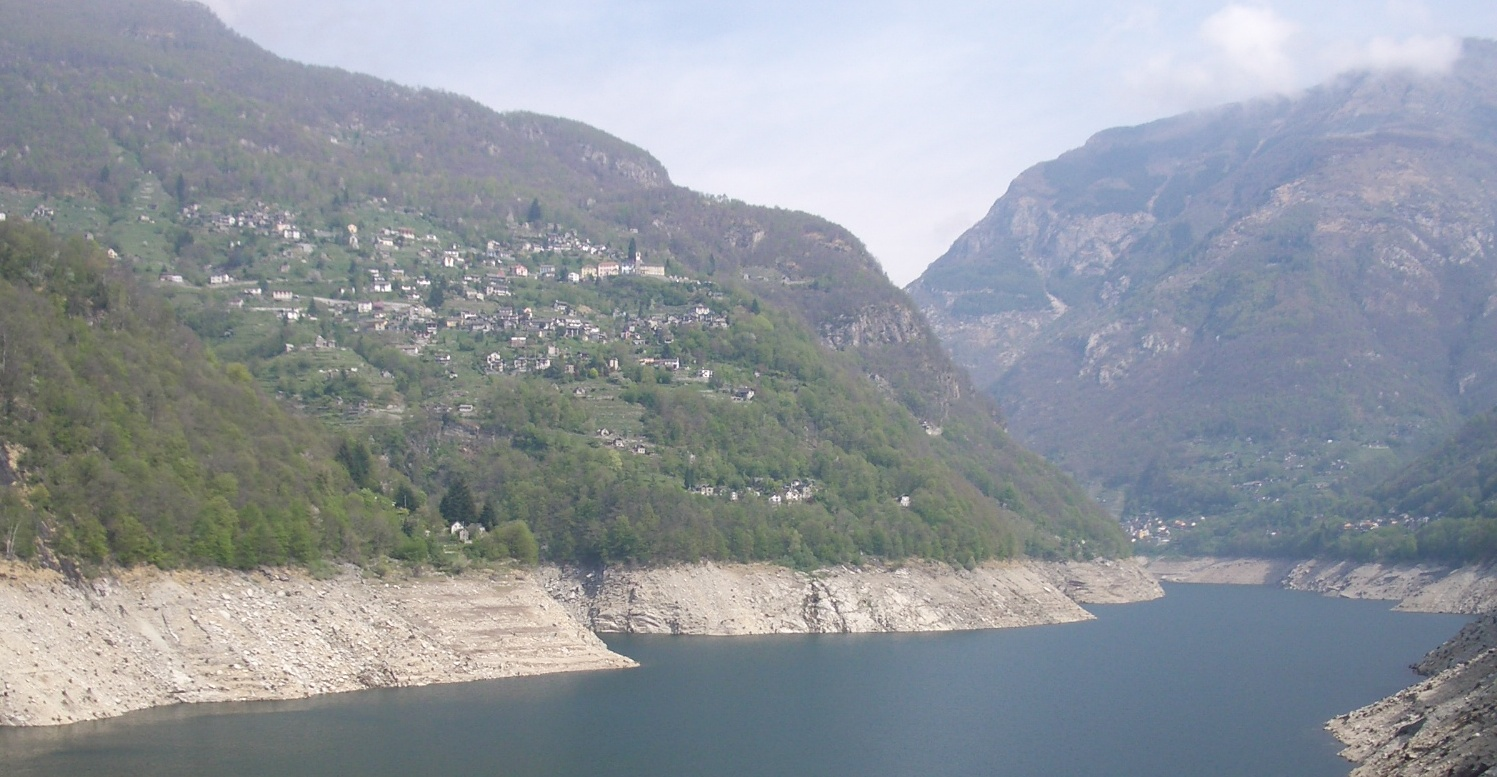
Il paese di Mergoscia sopra il Lago di Vogorno

La Valle Verzasca è una valle svizzera del Canton Ticino. Appartiene al distretto di Locarno e comprende i comuni di Mergoscia e Verzasca. Mergoscia appartiene al circolo di Navegna, mentre Verzasca consiste interamente nel circolo di Verzasca.
Situata tra la Valle Leventina e la Val Maggia, include Brione Verzasca, centro geometrico del cantone; è l'unica valle del cantone che non comprende un confine di Stato. Circondata da alte montagne, è collocata a nord del Lago Maggiore e si estende da sud a nord per circa 25 km. Ospita un bacino artificiale, il lago di Vogorno, formato dalla diga di Contra alta 220 metri e larga 380.
Dal punto di vista orografico la valle si colloca nelle Alpi Ticinesi e del Verbano (sottosezione delle Alpi Lepontine).

## Storia

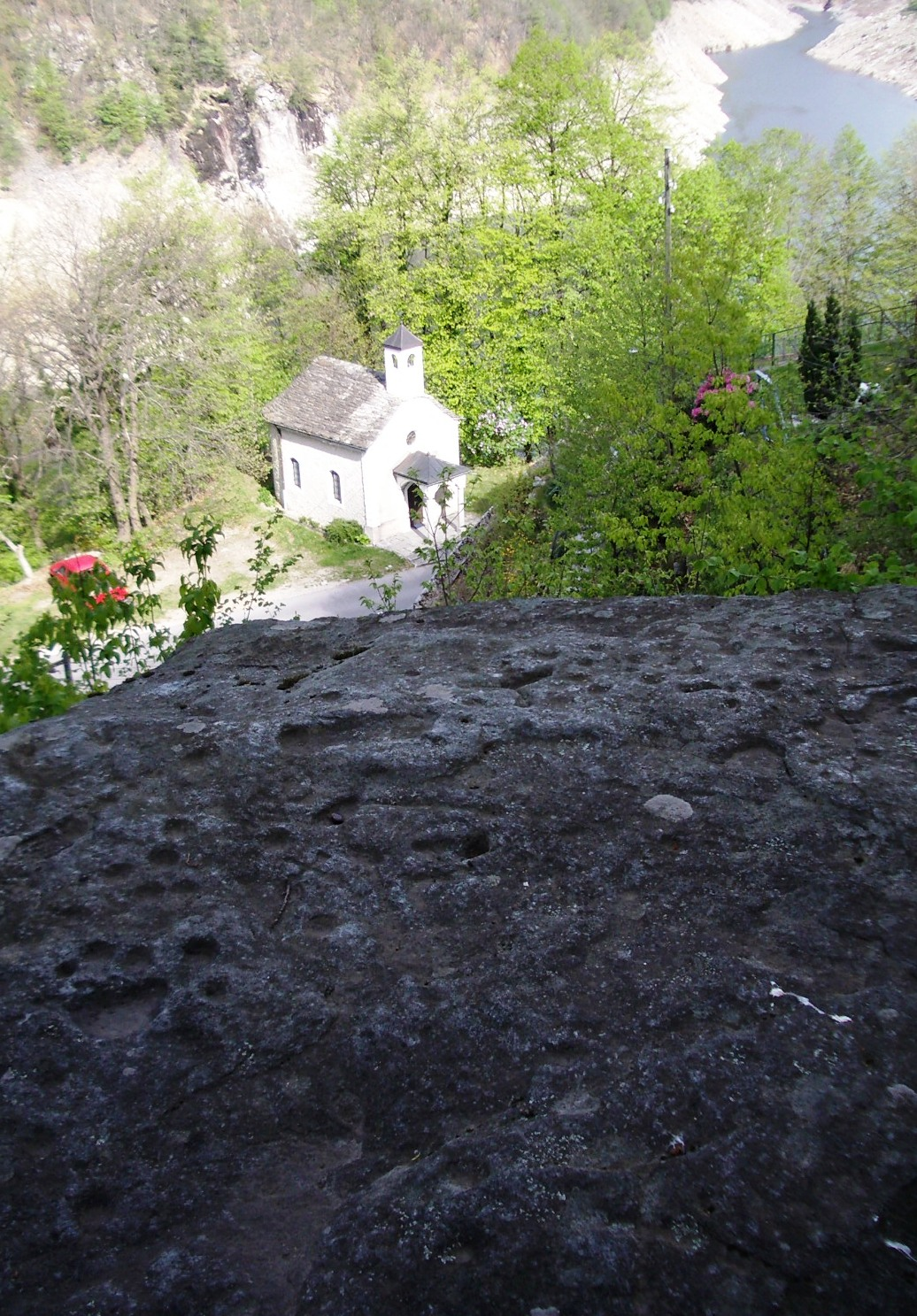
Il "Sass di Striöi" a Berzona/Vogorno

I primi insediamenti nella zona, in particolare presso la foce della Verzasca, risalgono al neolitico (XVIII secolo a.C.). Risale all'VIII secolo a.C. il "Sass di Striöi" (pietra delle streghe) di Berzona (una frazione di Vogorno), un masso su cui sono stati incise coppelle, croci e due forme di piede. A Tenero si trova un'importante necropoli romana dei primi secoli dopo Cristo: scoperta nel 1880, vi sono stati ritrovati anfore e oggetti in bronzo ora custoditi presso il Castello dei Visconti di Locarno.
A causa delle difficoltà di accesso, la Valle Verzasca non fu mai considerata politicamente rilevante. Per questo motivo, è considerata uno dei luoghi che ha mantenuto meglio le sue caratteristiche più antiche. La prima testimonianza scritta conosciuta di questa comunità risale al 1234, dove si fa riferimento al comune di Verzasca. Gli insediamenti che vi figuravano sin dall'inizio, erano Fontobia, Vogorno, Costa, Corippo, Rancono, Verzollo, Sambugario, Aquino, Brione, Frasco, Sonogno. Non vi figurava Mergoscia che per la sua posizione sul fianco destro all'inizio della valle, si raggiungeva per un'altra strada e non aveva di fatto rapporti stretti con il resto della valle.
La comunità apparteneva alla Pieve di Locarno, contro la quale ci fu una rivolta nel 1398. Le prime testimonianze scritte del consiglio di Verzasca sono del 1495. In questi primi secoli si vanno consolidando realtà locali che oggi sono indicate con il nome di patriziati, entità politiche che erano il perno vitale su cui si poggiava tutta la vita sociale del tempo. I patrizi erano comproprietari di terre che venivano sfruttate collettivamente. In particolare alpeggi, boschi, acque con i relativi diritti di pesca e vago pascolo. Tutto questo territorio era ed è tuttora gestito da un'assemblea dei proprietari (patrizi), la cui proprietà non era acquisita attraverso il domicilio, come nei comuni moderni, ma trasmessa per via ereditaria. Nell'iniziale comune di Verzasca confluivano i rappresentanti dei patriziati (vicinie), in questo consesso venivano trattati temi più ampi e più strettamente politici di interesse generale.
Tra il 1410 e il 1500 la valle passò sotto la dominazione degli Svizzeri, dei Savoia, dei Leventinesi e dei Rusca; dal 1500 torna a far parte della comunità di Locarno come baliaggio svizzero, inizialmente governata da podestà di provenienza esterna alla valle (in particolare dai Marcacci). Il 24 giugno 1608 gli Svizzeri confermarono le franchigie della comunità. Nel 1686, cacciata la famiglia Marcacci, i comuni della valle ritornarono a nominare autonomamente podestà e tenente che provenivano a turno dalle diverse vicinie. A partire dal 1803, la valle formò un circolo avente per capoluogo Lavertezzo.
Sul piano religioso, la Valle appartenne alla parrocchia di S. Vittore di Locarno fino al XIII secolo; nel Duecento sorse la chiesa madre di Vogorno, dalla quale in seguito si staccarono le altre parrocchie (allora parte della diocesi di Como). È ora parte della diocesi di Lugano, come tutto il resto del Canton Ticino.

## Morfologia

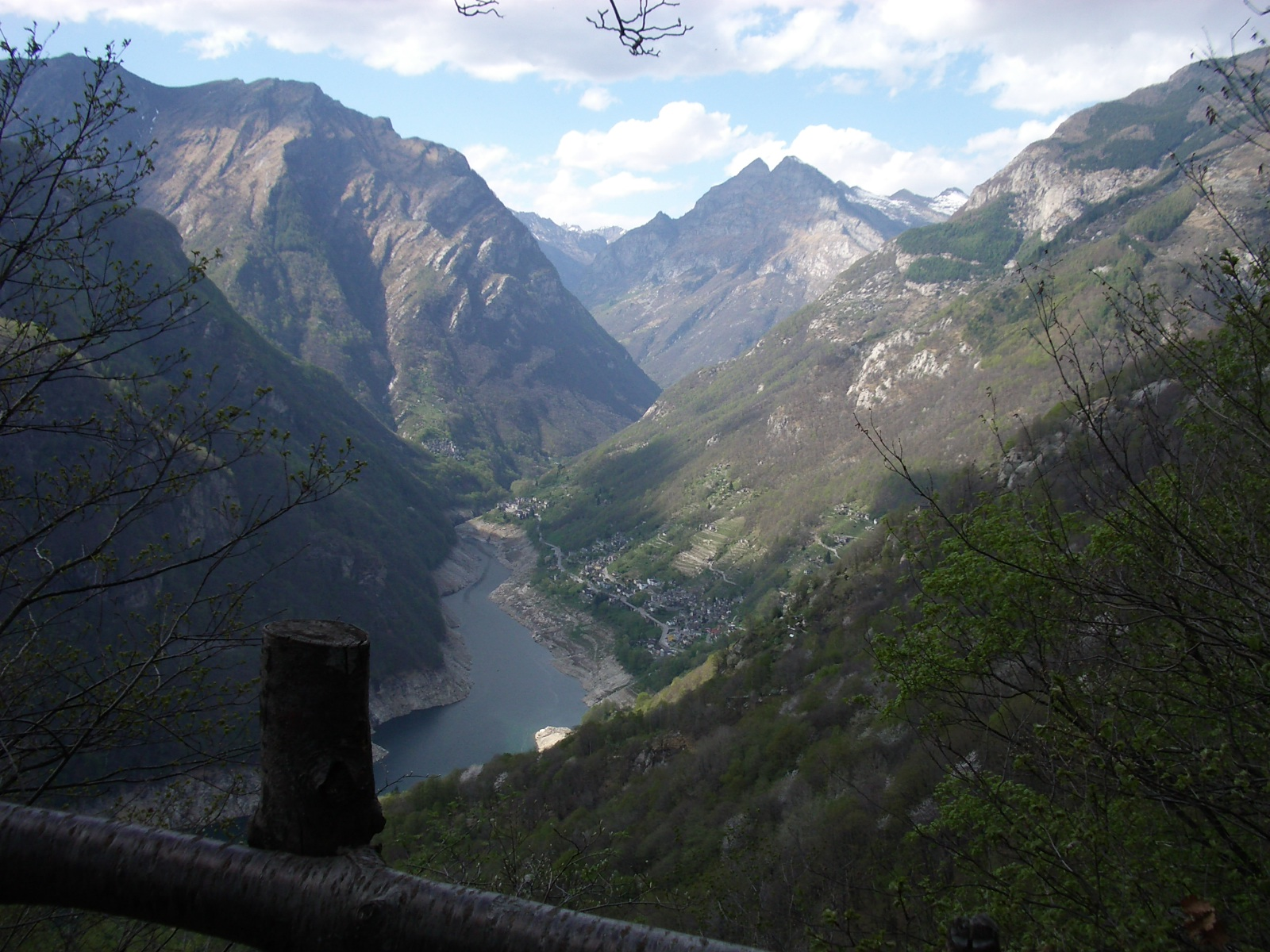
Vogorno e la Valle Verzasca verso Nord

La Valle Verzasca è un angolo montuoso e selvaggio, dai pendii scoscesi e dalle innumerevoli cascate. Il fondovalle sta tra i 500 e i 900 m s.l.m.. Le montagne che circondano la valle hanno un'altezza media di 2400 m. Nella valle scorre il fiume Verzasca, le cui acque si accumulano nel lago di Vogorno prima di uscire dalla valle nel Piano di Magadino e gettarsi nel Lago Maggiore. Ha la tipica conformazione a “V” delle valli fluviali, pur trovandosi in zona alpina dove sono più frequenti le vallate a “U” di origine glaciale. Nei periodi di glaciazione, infatti, la valle del Ticino (trasversale alla valle Verzasca) era sede di un imponente ghiacciaio che bloccava le nevi eterne della valle Verzasca. Esse quindi si accumulavano, e il loro scioglimento nei periodi caldi causava un forte deflusso di acqua che conferì alla valle l'aspetto attuale.
Come nel resto del Sopraceneri, le rocce sono profondamente metamorfizzate, residuo della collisione tra la zolla africana e quella euroasiatica che portò alla formazione delle Alpi. Sono visibili nella zona della diga numerose pieghe nelle rocce metamorfiche.
Le valli laterali si raggiungono dai comuni che compongono la valle. Sul lato ovest si raggiungono la Val Resa e la Valle di Mergoscia da Mergoscia; la Val di Corippo da Corippo; la Val d'Orgnana e la Valle del Cansgell da Lavertezzo; la Val d'Osura da Brione; la Val Redòrta e la Val Vegornèss; da Sonogno. Sul lato est, invece, si raggiunge la Val della Porta da Vogorno; la Val Carecchio, la Val Pincascia e la Val d'Agro da Lavertezzo; la Val Mött da Gerra; la Val d'Efra da Frasco.

## Clima, flora e fauna

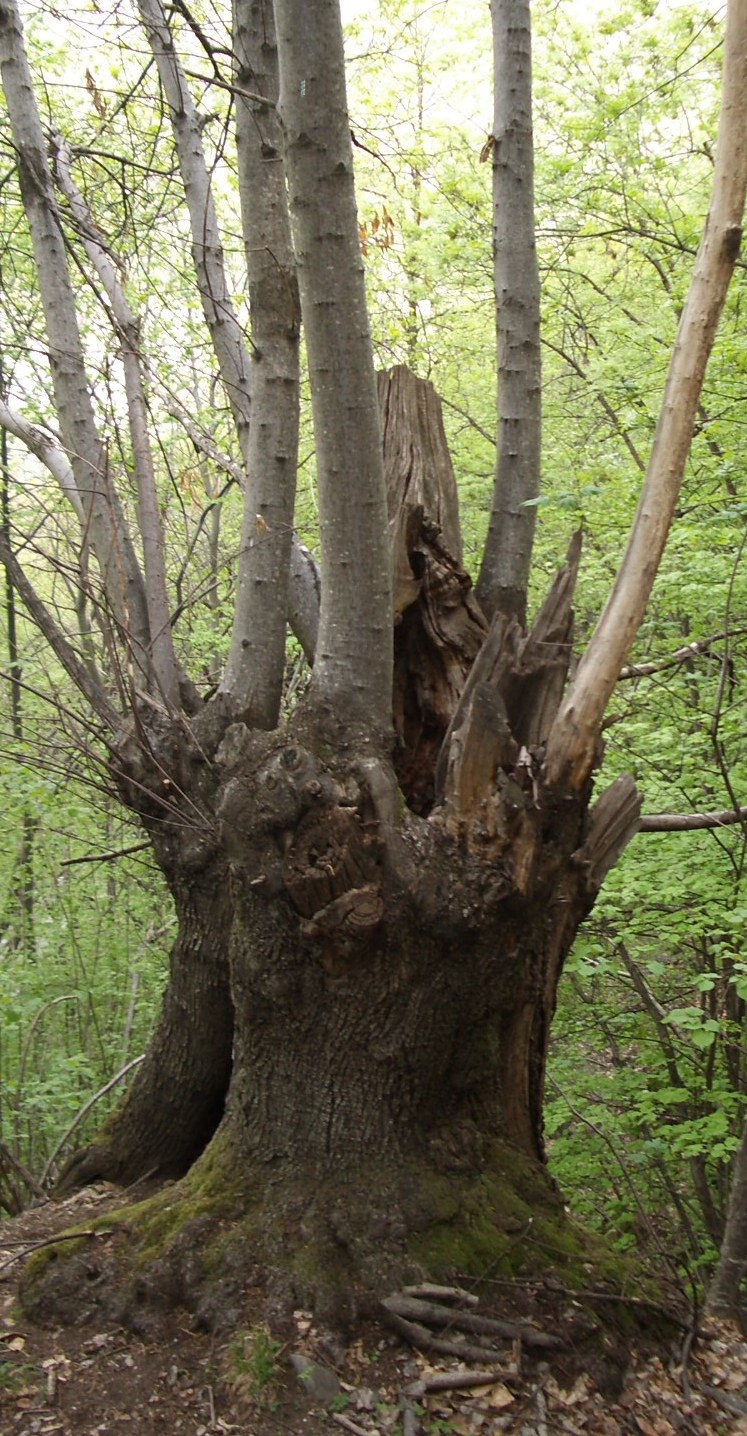
Un grande albero di castagno

A causa della varietà di altitudine, le diverse aree della Valle Verzasca hanno climi molto diversi. Tenero e Gordola, al riparo dai venti settentrionali grazie alle montagne della valle, e vicine al lago, appartengono alla regione climatica insubre. Qui crescono vigneti e vegetazione mediterranea, e sono rare sia la nebbia sia le piogge, solitamente di breve durata. Questo clima caratterizza gran parte della valle, in cui si possono trovare vigne e boschi di castagni. Al crescere dell'altitudine, che supera i 2000 m s.l.m. su alcune cime, subentra il clima alpino. A causa delle diverse caratteristiche climatiche, la Valle Verzasca include quasi tutte le zone ambientali del Ticino, e quasi tutte le specie animali e vegetali.
Introdotto nel Canton Ticino dai Romani, il castagno costituisce la specie dominante nella parte meridionale, sotto i 1000 m. I boschi di castagno si trovano in prossimità delle case e hanno la particolarità di avere piante dai rami molto piccoli; il castagno era infatti utilizzato (oltre che per la produzione dei frutti) come fonte di legna da ardere e di materiale per l'edilizia. Il grande tronco veniva segato ad altezza d'uomo e ricresceva naturalmente; dopo circa 10 anni raggiungeva un'altezza tale da poter essere utilizzato per sostenere i pesanti tetti di pietra utilizzati per le costruzioni nella valle. La castanicoltura tuttavia è stata ormai abbandonata, causando l'inselvatichimento delle piante e lo sviluppo di altre specie di latifoglie (in particolare frassino, tiglio e faggio).

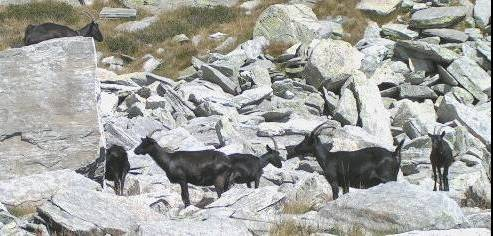
Capra di razza Nera di Verzasca

Nella valle viene allevata l'antica razza di Capra Nera di Verzasca, una delle sette razze caprine nazionali svizzere, molto simile alla capra romana come provato dai ritrovamenti di corna presso Augusta Raurica. Risalente al Medioevo, ha il pelo corto, liscio e leggermente grasso per una maggiore resistenza e agilità nella neve. Il maschio pesa oltre 70 kg ed è alto 80–90 cm al garrese; la femmina pesa circa 50 kg ed è alta 75–85 cm.

## Popolazione

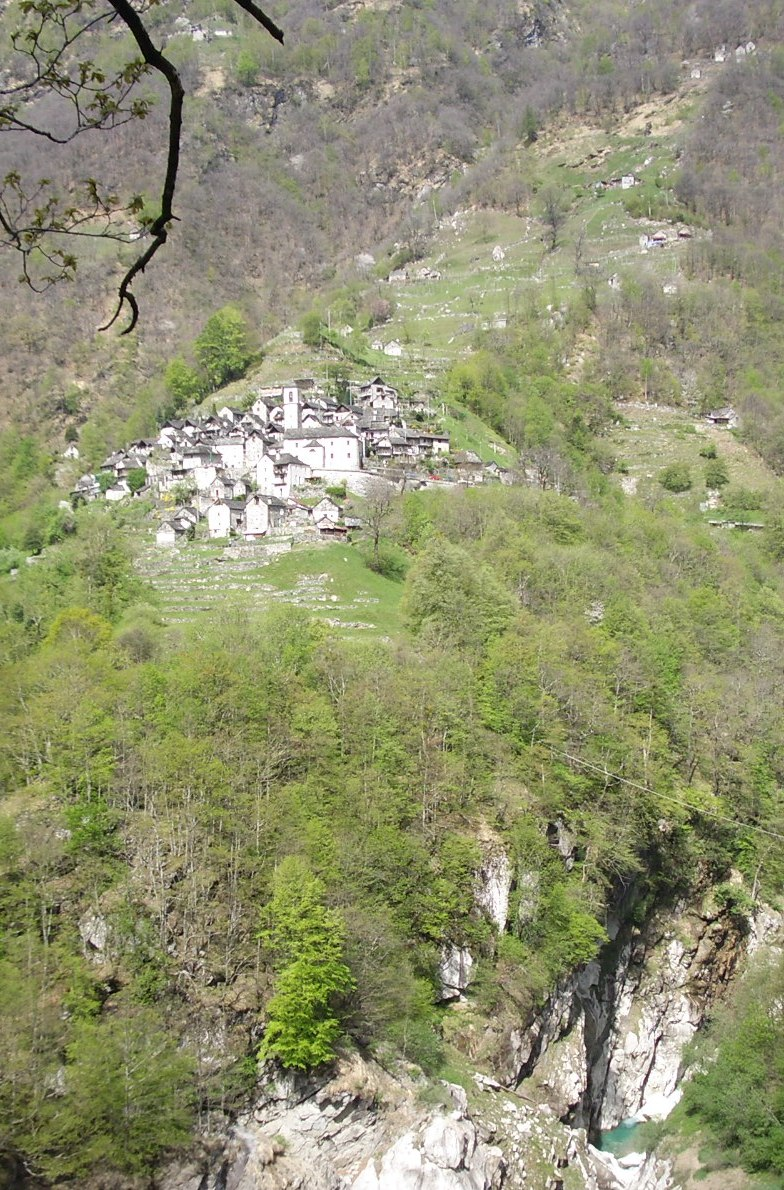
Corippo, un tempo il più piccolo comune della Svizzera

Nel 2004, 3.299 persone (di cui 2.803 cittadini svizzeri) avevano domicilio stabile in Valle Verzasca.
| Comune    | Frazioni accorpate nel 2020 | Num. abitanti al 29-12-2004 | di cui svizzeri |
| --------- | --------------------------- | --------------------------- | --------------- |
| Mergoscia |                             | 213                         | 200             |
| Verzasca  | Brione Verzasca             | 207                         | 194             |
| Verzasca  | Corippo                     | 17                          | 17              |
| Verzasca  | Frasco                      | 101                         | 100             |
| Verzasca  | Gerra Verzasca              | 1 203                       | 1 014           |
| Verzasca  | Lavertezzo                  | 1 169                       | 907             |
| Verzasca  | Sonogno                     | 87                          | 83              |
| Verzasca  | Vogorno                     | 302                         | 288             |
| Totale    | Totale                      | 3 299                       | 2 803           |

Va notato che entrambi i comuni più popolosi, ovvero Lavertezzo e Cugnasco-Gerra, prima della fusione nel nuovo comune, si estendevano nel piano di Magadino. In totale, meno del 10% degli abitanti dei comuni risiedeva effettivamente in Valle Verzasca.
Dai dati del censimento federale del 2000, oltre l'85% della popolazione risulta di madrelingua italiana, il rimanente 15% è costituito in massima parte da cittadini svizzeri di lingua tedesca. La percentuale di italiani è maggiore nei comuni più settentrionali, e minima a Mergoscia (75%). Simili sono le percentuali per quanto riguarda la religione dichiarata: l'80% della popolazione è di religione cattolica, il 9% protestante, il 9% di altra religione (il 2% non ha risposto).
Nella valle sono presenti solo scuole elementari; la più vicina scuola media si trova a Gordola, e a essa fanno riferimento i comuni della valle.

## Economia
Anticamente, gli abitanti della valle vivevano per lo più grazie all'agricoltura e alla pastorizia. A partire dal quattordicesimo secolo, gli abitanti cominciarono a trasferirsi per l'inverno nel piano di Magadino assieme al bestiame. L'economia della valle rimase comunque prettamente autarchica, non solo nel vitto ma anche nell'abbigliamento e negli attrezzi. A partire dal Seicento si iniziarono vere e proprie migrazioni stagionali degli abitanti, in cerca di lavoro retribuito nelle nazioni vicine. Disoccupati e avventurieri venivano arruolati come mercenari al servizio di signori stranieri.

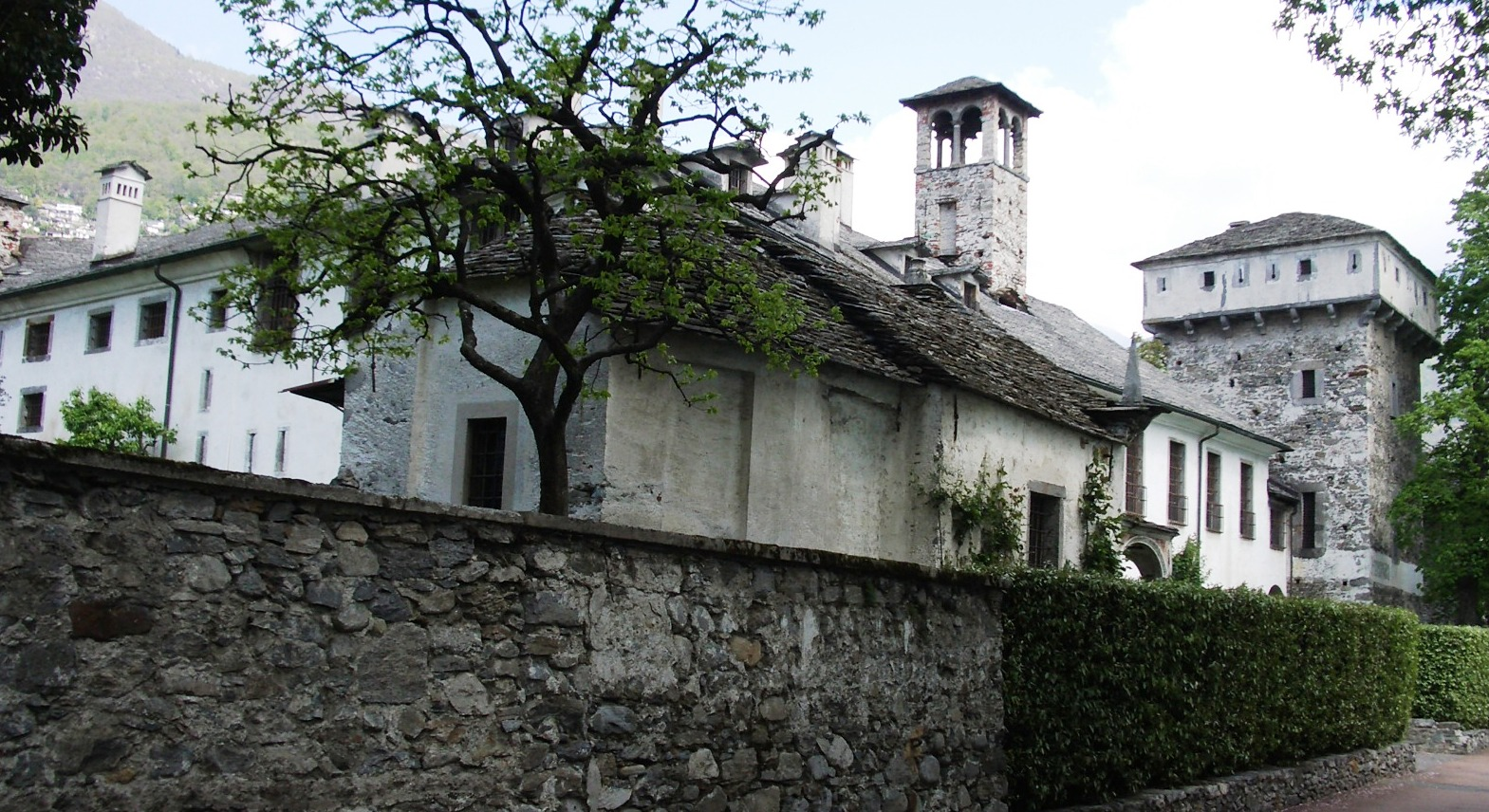
“Ca' di Ferro”, Minusio, 16^{mo} secolo

Verso la fine del diciannovesimo secolo arrivano nella valle le strade carrozzabili, creando nuove possibilità di sfruttamento delle risorse della valle. Nel 1873 la strada raggiunge Sonogno e comincia lo sfruttamento del granito presso le cave di Brione, in cui lavorava manodopera locale. Era attiva altresì in Val d'Efra (presso Frasco, all'epoca il maggior centro artigianale dell'alta Valle) una cava di calcare, frantoi per ottenere olio dalle noci, una segheria, pestatoi per la battitura della canapa e del lino, e alcuni mulini per cereali.
Risale allo stesso periodo anche una piccola migrazione verso la California, che sostituisce l'emigrazione verso l'Europa dei secoli precedenti. Negli anni trenta, tuttavia, la crisi e la disoccupazione colpirono anche la Valle Verzasca e, a causa della chiusura delle frontiere americane, l'emigrazione non era più una possibilità. Per aiutare i disoccupati venne creato il Comitato per i lavori casalinghi a domicilio, che forniva agli abitanti della valle la possibilità di dedicarsi a lavori artigianali, in particolare alla lavorazione della lana (dipinta con colori naturali ottenuti da radici e frutti presenti in loco) e alla falegnameria. A partire dal comitato nacque nel 1933 la Pro Verzasca, un'associazione locale con sede a Sonogno che si occupa della promozione culturale, ma soprattutto nel sostegno dell'allevamento e della produzione artigianale della valle.
La trasformazione dei vecchi rustici in alberghi o seconde case ha creato numerosi posti di lavoro e incrementato i guadagni derivanti dal turismo. Nello stesso tempo, ha fatto sì che il caratteristico aspetto della valle non venisse mutato.
La popolazione attiva (1'617 persone a fine 2004) lavora nel primario per l'8%, nel secondario per il 27%, nel terziario per il 65%. L'economia del primario è basata principalmente sulla produzione di fieno e sull'allevamento ovino, finalizzato alla produzione della lana. Nella zona del Monte Borgna sono tuttora presenti alcuni alpeggi, tra cui il principale è quello dell'alpe Mognora dove ogni anno pascolano 80 animali tra caprini e bovini.

## Turismo

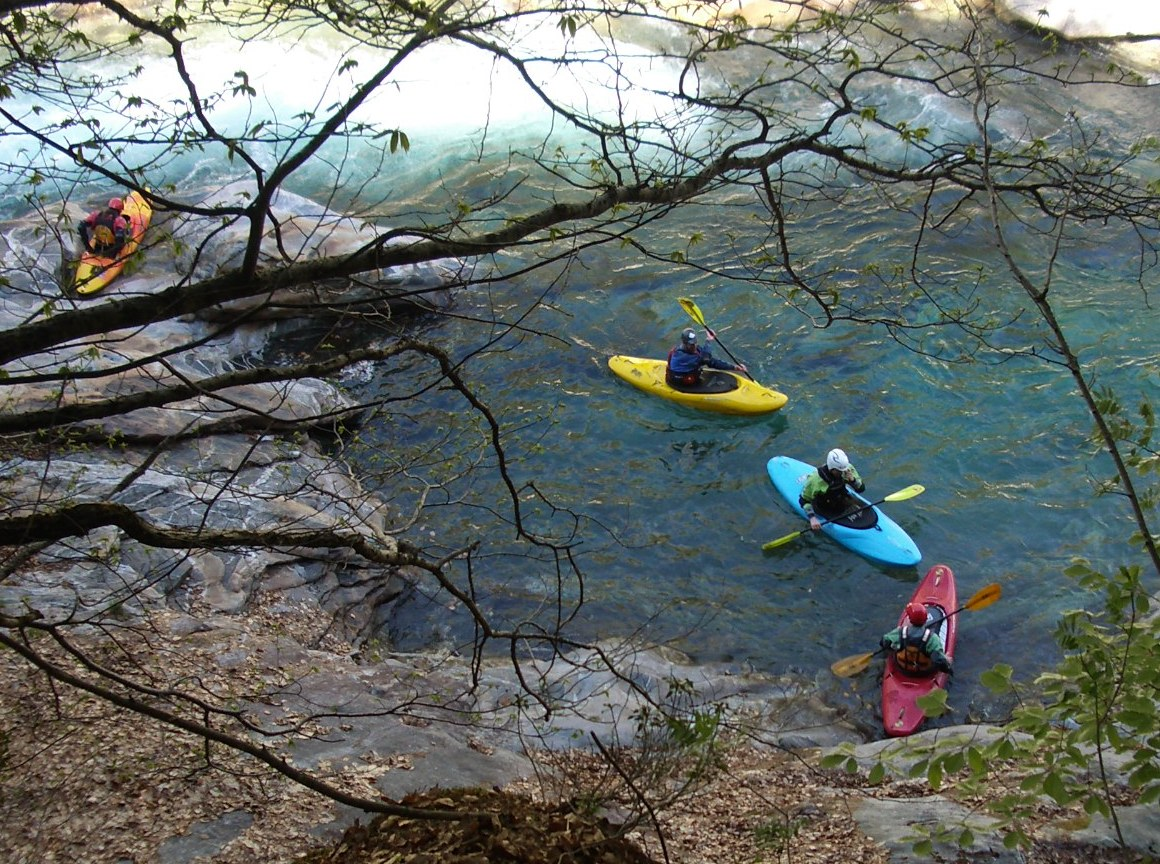
Canoe nella Verzasca, Lavertezzo

Ogni anno, la Valle Verzasca richiama circa 300.000 turisti, la maggior parte dei quali raggiunge in giornata la valle dal restante territorio del Canton Ticino o dalle province italiane di Como e Varese. La Verzasca attrae tanto i canoisti quanto i sommozzatori. Tuttavia la sua discesa è piuttosto difficile e, in alcuni tratti, pericolosa a causa delle correnti; tra il 1990 e il 2000 sono morte 35 persone.

### Sport
Le numerose cime con vista sul Vallese e sulle Alpi bernesi, e i passi che conducono alle valli adiacenti, rendono la Valle Verzasca un luogo molto frequentato dagli amanti dell'escursionismo. L'intera valle è punteggiata dai tipici "rustici" di pietra grigia (gneiss), con bordi bianchi alle finestre e pesanti tetti di pietra. Le cappelle lungo i sentieri testimoniano la fede religiosa dei valligiani; in particolare si ricorda la cappella del Vescovo a Gordola, fatta costruire nel 1669 dal vescovo di Como, Ambrogio Torriani, dopo essersi salvato da una caduta da cavallo.
Sono presenti numerosi percorsi segnalati secondo le convenzioni del Club Alpino Svizzero, e le capanne Barone, Cognora, Efra, Osola, Fümegna e Borgna offrono vitto e alloggio e fanno da appoggio a tre principali percorsi a tappe.
Il Sentierone Valle Verzasca, segnalato in bianco e rosso, attraversa la valle da Tenero a Sonogno. Suddiviso in varie tappe, costeggia prima il Lago di Vogorno (passando da Mergoscia) per poi risalire il corso della Verzasca.

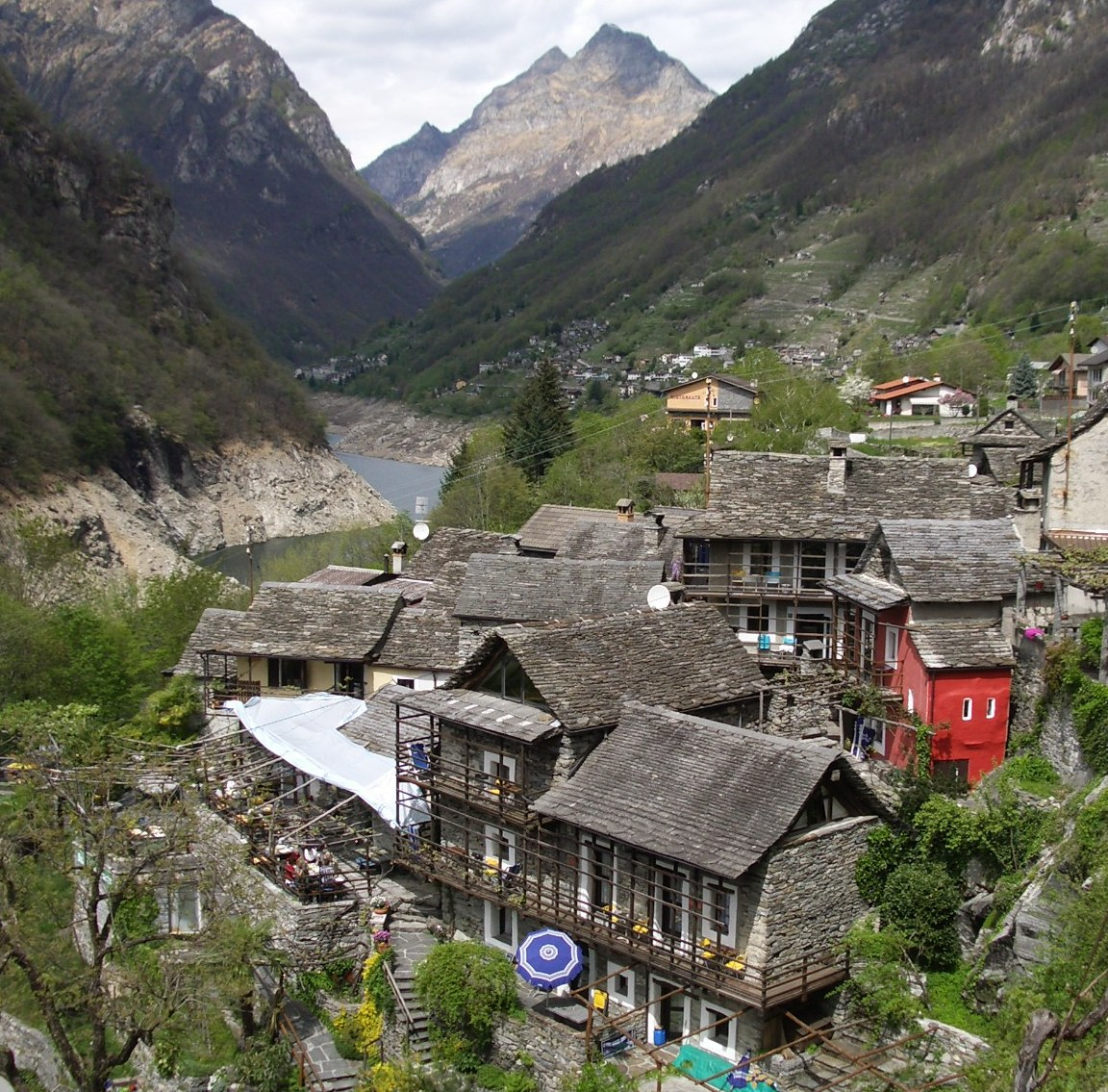
Rustici a Berzona (Vogorno)

La Via Alta della Verzasca (VAV) è uno dei tracciati più selvaggi dell'intera Svizzera: collega cinque capanne passando per alpeggi desolati, ripidi canaloni, e valli laterali di difficile accesso. Il sentiero è segnalato in bianco e blu, ed è consigliato solo agli escursionisti più esperti; i punti più difficili sono attrezzati con corde o maniglie metalliche.
Infine, passano per la Valle Verzasca tre tappe del sentiero Trekking 700 che unisce Mesocco (Grigioni) con Formazza (Italia). Sono la quarta (Biasca–Capanna Efra), la quinta (Capanna Efra–Sonogno), e la sesta (Sonogno–Prato Sornico).

### Musei ed edifici storici
Oltre alla già citata Cappella del Vescovo e alla Casa della lana (sede di Pro Verzasca), vi sono altri due luoghi che costituiscono una significativa testimonianza della storia della valle, entrambi situati all'estremo nord della valle. La collezione del Museo di Val Verzasca, presente dal 1974 a Sonogno (Casa Genardini), comprende circa mille oggetti che mostrano la vita quotidiana nei secoli passati; il museo è anche sede di esposizioni temporanee. A Frasco, invece, sorgono un mulino eretto nel 1880 e una piccola centrale idroelettrica nei pressi della Capanna Efra, testimonianza dell'importanza del paese come centro artigianale al termine del XIX secolo. Il mulino, inattivo dal 1950, è stato restaurato nel 1996.
A Brione è infine presente il Castello dei Marcacci, la famiglia locarnese che dominò la valle a partire dal Cinquecento, e la chiesa parrocchiale contiene affreschi del Duecento di scuola giottesca.

### Altri eventi
Pro Verzasca sostiene diverse manifestazioni di carattere culturale e tradizionale, tuttavia, il programma dell'associazione è soggetto a forti cambiamenti di anno in anno e comprende anche fiere e mercatini al di fuori della valle. È quindi opportuno contattare direttamente l'associazione per maggiori informazioni; citiamo tuttavia la tintura della lana, divisa, approssimativamente, tra la seconda metà di maggio e la prima di settembre.

## Accesso alla valle
Il solo punto di accesso alla valle per mezzi a motore (inclusi gli autopostali) è nel sud, passando da Tenero o Gordola. La strada cantonale sul lato est della valle, costruita solo tra il 1866 e il 1871, passa da Vogorno, Corippo, Lavertezzo, Brione Verzasca, Gerra Verzasca, e Frasco per giungere infine a Sonogno. L'accesso è possibile anche sul lato ovest, dove la strada proveniente da Locarno entra nella valle a Tenero, per terminare a Mergoscia.
Fino all'inizio del XIX secolo, la strada sul lato sinistro della valle era chiusa da un portone cui deve il nome la Val della Porta. Posto in concomitanza di un orrido, questo portone regolava l'accesso ai villaggi verzaschesi e veniva chiuso di notte in caso di pestilenze o guerre.

### Passi e bocchette
| L'accesso dal lato est  |      |                  |                            |                                                  |
| Ruscada, Passo di       | 2069 | 46.23°N 8.929°E  | Vogorno > Cap.Borgna       | Cugnasco, Sementina (Piano di Magadino)          |
| Medee, Bocchetta di     | 2149 | 46.233°N 8.932°E | Vogorno > Cap.Borgna       | Preonzo (Valle Riviera)                          |
| Cazzane, Bocchetta      | 2104 | 46.235°N 8.926°E | Vogorno > Cap.Borgna       | Preonzo, Moleno (Valle di Moleno, Valle Riviera) |
| Rognoi, Bocchetta di    | 2219 | 46.238°N 8.909°E | Lavertezzo                 | Vogorno                                          |
| Rierna, Bocchetta di    | 2295 | 46.314°N 8.879°E | Lavertezzo                 | Personico (Valle Leventina)                      |
| Gana, Butta della       | 2207 | 46.336°N 8.856°E | Frasco                     | Personico (Valle Leventina)                      |
| Corte Nuovo, Passo di   | 2431 | 46.321°N 8.853°E | Gerra                      | Personico (Valle Leventina)                      |
| Gagnone, Passo del      | 2217 | 46.331°N 8.85°E  | Frasco > Cap.d'Efra        | Personico (Valle Leventina)                      |
| Curtin, Passo del       | 2242 | 46.33°N 8.848°E  | Frasco > Cap.d'Efra        | Personico (Valle Leventina)                      |
| Piatto, Passo di        | 2108 | 46.39°N 8.799°E  | Sonogno                    | Chironico (Valle Leventina)                      |
| Barone, Passo           | 2274 | 46.403°N 8.756°E | Sonogno                    | Chironico (Valle Leventina)                      |
| Motto, Bassa di         | 2274 | 46.313°N 8.839°E | Lavertezzo                 | Gerra                                            |
| Accessi dal lato ovest: |      |                  |                            |                                                  |
| Lupo, Passo del         | 2017 | 46.226°N 8.797°E | Corippo Mergoscia          | Gordevio (Valle Maggia)                          |
| Orgnana, Bocchetta di   | 1950 | 46.241°N 8.795°E | Lavertezzo                 | Gordevio (Valle Maggia)                          |
| Nimi, Passo di          | 2048 | 46.253°N 8.775°E | Brione > Cap. Alpe di Nimi | Gordevio (Valle Maggia)                          |
| Deva, Passo             | 2036 | 46.272°N 8.771°E | Brione                     | Maggia (Valle Maggia)                            |
| Canova, Bocchetta       | 2226 | 46.321°N 8.685°E | Brione                     | Giumaglio (Valle Maggia)                         |
| Pini, Bocchetta dei     | 2198 | 46.34°N 8.693°E  | Brione                     | Menzonio (Val Lavizzara)                         |
| Cocco, Passo del        | 2142 | 46.338°N 8.692°E | Brione                     | Menzonio (Val Lavizzara)                         |
| Mügaia, Bocchetta di    | 2518 | 46.351°N 8.714°E | Brione                     | Sonogno                                          |
| Ciossa                  | 2373 | 46.332°N 8.743°E | Brione > Val d'Osura       | Sonogno                                          |
| Redorta, Passo di       | 2181 | 46.366°N 8.725°E | Sonogno                    | Prato-Sornico (Val Lavizzara)                    |